# Новоеганово
Новоеганово — посёлок сельского типа в Ступинском районе Московской области в составе Леонтьевского сельского поселения (до 2006 года входил в Леонтьевский сельский округ). В посёлке на 2015 год 1 улица — Железнодорожная и 3 садовых товарищества. Посёлок при станции Яганово в 2003 году был переименован в Новоеганово.

## Население
| 2002 | 2006 | 2010 |
| ---- | ---- | ---- |
| 107  | ↗109 | ↘96  |

Новоеганово расположено на востоке района, на левом берегу реки Коломенка, высота центра деревни над уровнем моря — 166 м. Ближайшие населённые пункты: Новоселки — в 0,8 км восточнее, Авдулово-1 — примерно в 1 км на юг и Авдулово-2 — также около 1 км на юго-запад.